# بوب هاميرتون
بوب هاميرتون (28 أبريل 1911 – 17 يونيو 1990) هو سبّاح كندي راحل، مثّل بلاده في الألعاب الأولمبية الصيفية 1936.

## روابط خارجية
بوب هاميرتون على موقع أوليمبيديا (الإنجليزية)
- بوب هاميرتون على موقع قاعة مانيتوبا للمشاهير الرياضية (الإنجليزية)